# Straßenfußball

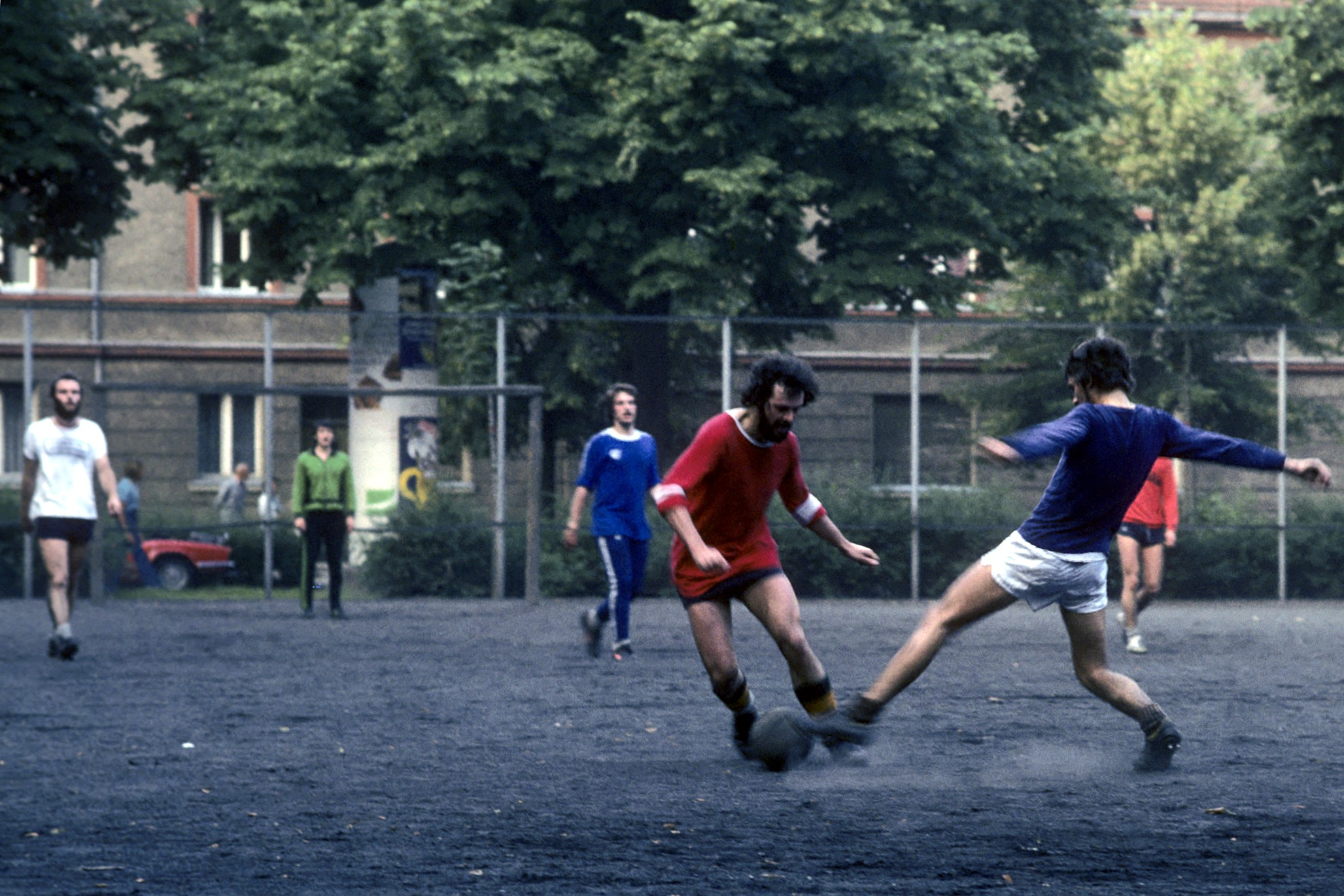
Straßenfußball in Berlin-Spandau auf einem eingezäunten Schotterplatz (Schlacke), 1975

Der Straßenfußball (englisch street football oder street soccer) ist eine Form des Fußballspielens. Er kann aber auch als eine eigene Sportart angesehen werden. Er wird meist auf öffentlichen „Straßenplätzen“ (Betonuntergrund) gespielt, woraus sich der Name ableitet. Straßenfußball ist vor allem in ärmeren Regionen, etwa Afrikas oder Südamerikas, sehr beliebt, da für seine Ausübung nur sehr einfache Mittel erforderlich sind. So ist der Ball meist aus Stoff- oder Lederresten gefertigt, und die Tore werden oftmals durch Markierungen am Boden gebildet. Oft reicht schon ein Zaun oder eine Mauer als Spielfeldbegrenzung. Damit kann Straßenfußball in fast allen Regionen der Erde gespielt werden und zählt wohl zu den beliebtesten Sportarten der Welt, obwohl es gar keine anerkannte Sportart ist. Viele Fußballer verdanken ihre Karriere nicht zuletzt dem Spielen auf der Straße, weil sie oft in ärmlichen Verhältnissen (z. B. in Brasilien, Nigeria oder Argentinien) aufgewachsen sind.

## Regeln des offiziellen Spiels
Jedes Team hat vier Spieler und bis zu vier Auswechselspieler. Die Auswechselspieler dürfen beliebig oft ein- und ausgewechselt werden. Es gilt der fliegende Wechsel. Das Spielfeld ist 15 Meter lang und 10 Meter breit. Die Tore haben etwa die Größe eines Eishockeytores. Die Spieldauer beträgt meistens zwischen 10 und 15 Minuten. Beim Einwurf wird der Ball eingerollt. Verglichen mit Feldfußball gibt es weniger Regeln, für deren Durchsetzung es auch keinen Schiedsrichter gibt, was eine Besonderheit des Straßenfußball ist. Beide Teams müssen sich also verständigen und selbst entscheiden, wann Foul gespielt wurde und wann nicht. Gerade dies macht u. a. den Reiz des Straßenfußball aus, da nur die spielerischen Fähigkeiten gefragt sind und ein Spiel entscheiden können. Zusätzlich gibt es verschiedene Spielvarianten, die das Spiel interessanter machen sollen und so Abwechslung bieten können.

## Spielvarianten

### Panna K.-o.
Beim sogenannten „Panna K.-o.“ treten zwei Spieler im direkten Duell gegeneinander an. Ziel des Spiels ist es, dem Gegner einen „Panna“ zuzufügen, d. h., den Spieler bei offener Beinstellung den Ball durch die Beine zu spielen, im Fußballjargon auch „tunneln“ oder „Beini“ genannt. Doch der Panna ist nur abgeschlossen, wenn man als „tunnelnder“ Spieler den Ball auch nach dem Panna wieder bekommt. Ist diese Bedingung auch noch eingetreten, hat der „getunnelte“ Spieler automatisch verloren. Kann dieser jedoch den Ball für sich gewinnen, wird weitergespielt. Zeitlich gesehen gibt es kein Limit, außer bei offiziellen Turnieren.

### Fußballtennis
Ein bei Jugendlichen ebenfalls sehr beliebtes Spiel ist das Fußballtennis, das auf einer Mischung zwischen dem bekannten Tennis und Fußball beruht. Zwei Parteien (die Spieleranzahl ist von einer pro Seite bis auf unbegrenzt ausdehnbar) spielen über ein Badminton- oder Tennisnetz. Ziel dabei ist es, den Ball ohne Berühren des Bodens so lange zwischen den beiden Seiten hin- und herzuspielen, bis dieser auf irgendeiner der beiden Spielhälften den Boden berührt. Die Partei, bei der das Spielgerät nicht den Boden berührt, erhält einen Punkt. Es gibt zudem zahlreiche Variationen: Oft wird auch mit Tennisbällen gespielt, da diese noch schwerer zu kontrollieren sind. Fast jede erdenkliche Art eines Balls wird benutzt. Jedoch haben alle Spiele gemeinsam, dass wie beim Fußball alle Körperteile (außer der Hand) zur Hilfe genommen werden dürfen.

### King of the Ring
Beim weniger verbreiteten „King of the Ring“ spielt eine undefinierte Menge von Spielern in einem abgegrenzten Bereich gegeneinander. Jeder dieser Spieler führt einen Ball am Fuß. Ziel des Spiels ist es, als Letzter von allen Teilnehmern seinen eigenen Ball am Fuß zu führen. Die anderen kann man dabei rauswerfen, indem man ihr Spielgerät in den Bereich außerhalb der Markierungen schießt. Zum Spiel werden mindestens drei Leute benötigt, nach oben ist auch hier keine Grenze. Jedoch sollte die Anzahl der Spieler wohl bedacht werden, da ja auch ein dementsprechend großes Areal zum Spielen benötigt wird.

### „Königsschießen“ oder „Wandschießen“
Ein vor allem in der Schule beliebtes Spiel ist das „Königsschießen“. Eine beliebige Anzahl von Spielern versammelt sich vor einer Mauer und stellt eine Nummerierung auf, in dessen Reihenfolge gespielt wird. Spieler 1 beginnt, in dem er den Ball gegen einen beliebigen Punkt auf der Mauer (oder eine andere, senkrechte und harte Fläche) schießt. Der von der Wand abprallende Ball muss von Spieler 2 mit einer Ballberührung wieder gegen die Mauer geschossen werden. Hat er das geschafft, muss Spieler 3 wieder gegen die Mauer treffen etc. Wer die Spielfläche nicht trifft (oder nicht mit einem Ballkontakt) ist ausgeschieden. Es wird solange gespielt, bis nur noch ein Spieler übrig ist, der dann gewonnen hat.
In Westfalen wurde dieses Spiel als „Berlinerschießen“ bezeichnet, in Anspielung auf die Berliner Mauer.

### „Keep up“ oder „Hochhalten“
Beim „Keep up“ (in Deutschland besser als „Hochhalten“ bekannt) stehen die teilnehmenden Personen meist in einem Kreis herum. Ein Ball wird bei der Spieleröffnung von einem beliebigen Spieler ohne Benutzung der Hände in die Luft gespielt. Dabei kann er einen der Mitspieler anspielen, aber auch sich selbst den Ball vorlegen. Nun müssen alle Spieler, die mit dem Ball in Berührung kommen, in der Luft halten, ohne dass er den Boden berührt. Es sind alle Körperteile außer den Händen erlaubt. Um das Spiel noch schwerer zu machen, wird oft auch nur mit einem Ballkontakt gespielt (oft auch als One-Touch bekannt). Das heißt, dass der Spieler, der gerade den Ball hat, diesen sofort zu einem der anderen weiterspielen muss. Bei einer zweiten Berührung wäre er ausgeschieden. Ebenso sind Personen ausgeschieden, nach deren Berührung der Ball auf den Boden fällt.

### Luftkönig
Luftkönig (auch Hochball, Hoch hinein, Hoch-Eins, Hochtechnik, Hexenkessel, Auspunkten, Yoyo, Ball-Auster (von „aus der Luft“) etc.) ist ebenfalls populär. Ziel des Spiels ist es, Tore durch Direktabnahmen (Volleyschüsse oder Kopfbälle) zu erzielen. Es gibt keine offiziellen Wettbewerbe.

### Elfmeter-Rittern
Ähnlich wie das Hochhalten funktioniert das Elfmeter-Rittern, nur geht es hier nicht um Volley-Schüsse, sondern um Elfmeter. Die Teilnehmeranzahl beim Elfmeter-Rittern ist unbegrenzt. Zu Beginn des Spiels geht zumeist ein Freiwilliger ins Tor, der entweder einen Punkt mehr hat oder in der ersten Runde keine Punkte verlieren kann. Verschießt ein Schütze bzw. wird der Ball vom Torhüter gehalten, muss der Schütze in der nächsten Runde ins Tor, der Torhüter reiht sich wieder in die Schlange der Schützen ein. Der aktuelle Torhüter kann, je nach Regeln, bei jedem Elfmeter einen Punkt verlieren oder nur einen Punkt pro Aufenthalt im Tor, bis er wieder hält. Hat der Torhüter seinen letzten Punkt verloren, bleibt er solange im Tor, bis der erste Schütze nicht trifft. Sieger ist derjenige, der als letzter noch Punkte auf seinem Konto hat.

## Wettbewerbe
Die erste Straßenfußball-Weltmeisterschaft (offiziell streetfootballworld festival 06) wurde als offizieller Bestandteil des Kunst- und Kulturprogramms der Fußball-Weltmeisterschaft 2006 in Berlin ausgetragen. Veranstalter war streetfootballworld, ein weltweites Netzwerk für den Straßenfußball. Sieger wurde das Projekt Mathare Youth Sports Association aus einem Slum in Nairobi, Kenia.
Eine Weltmeisterschaft für Obdachlose gibt es seit 2003 unter dem Namen Homeless World Cup. Damals fand das Turnier im österreichischen Graz statt. Seitdem wechselt der Austragungsort der alljährlich stattfindenden Veranstaltung.
Die deutschen Meisterschaften im Straßenfußball gibt es seit dem Jahr 2006. Vor allem sozial Benachteiligte aus den unteren Gesellschaftsschichten sollen durch das Turnier in den Fokus der Öffentlichkeit gelangen. Immer wieder haben sich bekannte Persönlichkeiten hinter die Veranstaltung gestellt. So war der ehemalige DFB-Präsident Gerhard Mayer-Vorfelder Schirmherr der Austragung 2007, Ex-Bundeskanzler Gerhard Schröder repräsentierte das Event in seiner Heimatstadt Hannover im September 2008 und der amtierende Bundesliga-Torschützenkönig Grafite überreichte den Siegerpokal 2009. Sogar Bundestrainer Joachim Löw trat 2010 als Repräsentant der sozialen Veranstaltung auf.
- 2006 Kiel – Hannibals Erben Kiel (Sieger)
- 2007 Stuttgart – Jugendwerksiedlung Hannover (Sieger)
- 2008 Hannover – Kalandhof Celle (Sieger)[2]
- 2009 Gifhorn – Hannibals Erben Kiel (Sieger)[3]
- 2010 Hamburg – Hannibals Erben Kiel (Sieger)
- 2011 Wiesbaden – Dirty Devils Gifhorn (Sieger)[4]

Informationen zu den deutschen Meisterschaften und zur Teilnahme der deutschen Nationalmannschaft am Homeless World Cup gibt es bei Anstoß! Bundesvereinigung für Soziale Integration durch Sport e. V.

## Produkte
Inzwischen gibt es zum Sport Straßenfußball mehrere Computer- und Konsolenspiele auf dem Markt, unter anderem die Serie FIFA Street von der Spieleentwicklerfirma EA Sports.

## Die Sprache der Straßenspieler
Der Straßenfußball hat im fußballbegeisterten Ruhrgebiet und Rheinland schon früh ein bilderreiches, anschauliches, oft drastisches Vokabular entwickelt. Aus der Zeit nach 1945, als die Kinder und Jugendlichen noch mit Lumpenfetzen, Lederflicken oder alten Tennisbällen Fußball spielten, sind Ausdrücke wie pöhlen, im Rheinland auch pöllen (= heftig mit dem Fuß gegen etwas / einen Ball treten), fummeln (= kleinräumig um den Ballbesitz kämpfen) oder flerzen (= lautmalerisch für flanken, den Ball seitwärts schießen) literarisch belegt. Kiste stand für jede Art von Tor. Der Ball wurde als Ei, (P)flaume oder Flemme bezeichnet. Als Pöhler galt ein besonders draufgängerischer Spieler, als Fummler ein selbstverliebter Balltechniker, als Kneifer einer, der sich bei gegnerischen Angriffen sehr schnell zurückgezogen hat. Mit dem Wort 'Pöhler' bezeichnet man heute im Ruhrgebiet generell die Straßenfußballer. Das Wort wurde überregional bekannt, als der Trainer Jürgen Klopp begann, eine Baseballcap mit dem Aufdruck Pöhler zu tragen.
Siegbert A. Warwitz dokumentiert eine Reihe Ruhrpott-typischer Ausdrucksweisen wie: „Gehn wa pöhlen?“ – „Komste mit flerzen?“ oder „Lass doch dat ewige Fummeln und baller endlich!“ Er zitiert auch eine Passage aus dem Reporterbericht eines Schalkespiels: „Szepan fischte dat Ei aus dem Gemassel und gurkte die Flemme gegen den Kistendeckel. Sie gongte zurück gegen Tilkowskis Birne und mit Akrobatenzieher (p)flanzte Kuzorra die (P)flaume in die Maschen. Den Klodt (= Schalker Torwart) riß dat glatt von de Pinne (= den Beinen).“
Die Übernahme der Sprachgebung ins Journalistendeutsch spricht für eine schon größere Verbreitung in der Bevölkerung und eine gewisse Popularität. Die eigenwillige Bildersprache der Straßenspieler wurde in den 1970er Jahren sogar im Deutschunterricht analysiert.